# Кречман, Теобальд
Теобальд Кречман (нем. Theobald Kretschmann; 1 сентября 1850, Винар, Богемия (ныне в составе Праги) — 16 апреля 1919, Вена) — австрийский виолончелист, дирижёр и композитор.
Окончил Пражскую консерваторию (1870), ученик Франца Хегенбарта. Короткое время работал как виолончелист в Опаве, Линце, Зальцбурге, в 1873—1876 гг. в Бреслау. Затем обосновался в Вене, с 1881 г. солист оркестра Придворной оперы. В 1878—1884 гг. участник струнного квартета Франца Радницкого, по инициативе Кречмана квартет впервые представил венской публике камерную музыку чешских композиторов (особенно Бедржиха Сметаны). Пропагандировал также музыку молодого Рихарда Штрауса. В этот же период руководил собственным оркестром.
В 1889—1902 гг. регент хора венской Обетной церкви. В 1907—1914 гг. капельмейстер Венской народной оперы. В 1909 г. основал и непродолжительное время возглавлял Новую венскую консерваторию.
Автор оперы «Смотрины» (нем. Die Brautschau; 1895), пародийной оперы «Саломея Вторая» (нем. Salome die zweite; 1906), месс, реквиемов и другой церковной музыки, сочинений для виолончели, фортепианных пьес, песен. В 1910—1913 гг. опубликовал двухтомные воспоминания Tempi passati.